# Bình Khánh, Thành phố Hồ Chí Minh
Bình Khánh là một xã thuộc Thành phố Hồ Chí Minh, Việt Nam.
Xã Bình Khánh có diện tích 43,45 km², dân số năm 2021 là 22.078 người,  mật độ dân số đạt 508 người/km².